# Pic du Yucatan
Melanerpes pygmaeus
Espèce
Statut de conservation UICN

 LC  : Préoccupation mineure
Synonymes
- Centurus rubriventris pygmaeus (Protonyme)

Le Pic du Yucatan (Melanerpes pygmaeus) est une espèce d'oiseau de la famille des Picidae.

## Répartition
L'aire de répartition de cet oiseau s'étend sur le Honduras, le Belize et le Mexique.

## Liste des sous-espèces
Cet oiseau est représenté par trois sous-espèces :
- Melanerpes pygmaeus pygmaeus (Ridgway 1885) ;
- Melanerpes pygmaeus rubricomus J.L. Peters, 1948 ;
- Melanerpes pygmaeus tysoni (Bond 1936).